# جينغ ين جو
جينغ ين جو مواليد 1944 (بالإنجليزية: Zheng Yin Zhu)‏ هو عالم نبات صيني.